# Facundo Conta
Mario Facundo Conta Gorostiza (San José de Metán, Provincia de Salta, 29 de mayo de 1992), conocido comúnmente como Facundo Conta, es un piloto argentino de automovilismo. Desarrolló su carrera deportiva profesional, compitiendo en diferentes categorías nacionales del automovilismo de su país. Debutó en 2009 en la Fórmula Renault Argentina, pasando a partir de 2010 a competir en categorías de turismos. Su debut en esa especialidad fue en la divisional Top Race Junior, donde compitiera entre 2010 y 2012, combinando su agenda con sus participaciones en la Fórmula Renault. En 2013 ascendió a la divisional Top Race Series, y al mismo tiempo debutó en el «joven» TC2000, formando parte de la estructura oficial de la filial de Renault. Tras seguir su participación en la Top Race Series y en el TC2000, a finales de 2015 fue sellado su ascenso al Súper TC2000, donde fue contratado como uno de los pilotos oficiales de la escudería Chevrolet YPF.
Entre sus relaciones personales, su padre Walter Conta también es piloto y campeón de categorías zonales como el TC del NOA, mientras que su primo Oscar Ignacio supo acompañarlo durante su paso por el Top Race, siendo compañeros de equipo en reiteradas oportunidades.

## Resumen de carrera
| Temporada | Categoría                     | Equipo                                | Carreras | Victorias | Poles | VR | Podios | Puntos | Pos. |
| --------- | ----------------------------- | ------------------------------------- | -------- | --------- | ----- | -- | ------ | ------ | ---- |
| 2009      | Fórmula Renault Argentina     | Werner Jr.                            | 12       | 0         | 0     | 0  | 0      | 15     | 23.º |
| 2010      | Fórmula Renault Argentina     | Gabriel Werner Competición            | 12       | 0         | 0     | 0  | 0      | 38     | 9.º  |
| 2010      | Fórmula Renault 2.0 Británica | Team Firstair                         | 2        | 0         | 0     | 0  | 0      | 13     | 27.º |
| 2010      | Top Race Junior               | Guarnaccia Competición                | 1        | 0         | 0     | 0  | 0      | -      | NC   |
| 2011      | Fórmula Renault Argentina     | Werner Jr.                            | 9        | 0         | 0     | 0  | 1      | 49     | 8.º  |
| 2011      | Top Race Series               | GT Racing                             | 1        | 0         | 1     | 0  | 0      | 12     | 21.º |
| 2012      | Top Race Junior               | GT Racing                             | 7        | 2         | 2     | 0  | 2      | 79     | 11.º |
| 2013      | Top Race Series               | GT Racing                             | 8        | 0         | 0     | 0  | 0      | 44     | 12.º |
| 2013      | TC2000                        | RS Project                            | 12       | 0         | 0     | 0  | 0      | 70     | 10.º |
| 2014      | Top Race Series               | Guidi Competición Octanos Competición | 12       | 0         | 0     | 0  | 0      | 15     | 9.º  |
| 2015      | Súper TC2000                  | Equipo YPF Chevrolet                  | 1        | 0         | 0     | 0  | 0      | -      | -    |
| 2015      | TC2000                        | Pro Racing                            | 22       | 2         | 1     | 0  | 4      | 127    | 8.º  |
| 2016      | Súper TC2000                  | YPF Chevrolet                         | 14       | 0         | 0     | 0  | 0      | 12     | 26.º |
| 2017      | Súper TC2000                  | YPF Chevrolet                         | 14       | 0         | 0     | 0  | 0      | 44,5   | 18.º |
| 2017      | TC2000                        | Pro Racing                            | 2        | 0         | 0     | 0  | 0      | -      | -    |
| 2018      | Súper TC2000                  | Chevrolet YPF                         | 7        | 0         | 0     | 0  | 0      | 14     | 20.º |
| 2018      | TC2000                        | Escudería Fela Junior                 | 2        | 0         | 0     | 0  | 0      | -      | -    |
| 2019      | Súper TC2000                  | Renault Sport                         | 13       | 0         | 0     | 0  | 0      | 14     | 16.º |
| 2019      | TC2000                        | Escudería Fela                        | 1        | 0         | 0     | 0  | 0      | -      | -    |
| 2020      | Turismo Nacional - Clase 3    | Alquat Motorsport                     | 8        | 0         | 0     | 0  | 0      | 48     | 21.º |
| 2021      | Turismo Nacional - Clase 3    | Alquat Motorsport                     | 10       | 0         | 0     | 0  | 0      | 31     | 32.º |
| 2022      | Turismo Nacional - Clase 3    | Alquat Motorsport                     | 10       | 0         | 0     | 0  | 0      | 16     | 43.º |
| Fuente:   |                               |                                       |          |           |       |    |        |        |      |

## Resultados

### TC2000
| Año  | Equipo                | Auto              | 1    | 2    | 3    | 4    | 5    | 6    | 7     | 8     | 9     | 10    | 11    | 12   | 13   | 14     | 15     | 16    | 17    | 18    | 19  | 20     | 21    | 22     | 23     | Res. | Puntos |
| ---- | --------------------- | ----------------- | ---- | ---- | ---- | ---- | ---- | ---- | ----- | ----- | ----- | ----- | ----- | ---- | ---- | ------ | ------ | ----- | ----- | ----- | --- | ------ | ----- | ------ | ------ | ---- | ------ |
| 2013 |                       |                   | RC   | BA I | RAF  | AG   | LP   | CON  | OLA   | ROS   | SJO   | JUN   | BA II | PDF  |      |        |        |       |       |       |     |        |       |        |        | 10.º | 70     |
| 2013 | RS Project            | Renault Fluence   | 5    | 12   | Ret  | 5    | 7    | 8    | Ret   | 7     | Ex.   | 10    | Ret   | Ret  |      |        |        |       |       |       |     |        |       |        |        | 10.º | 70     |
| 2015 |                       |                   | AG   | AG   | CON  | CON  | BA   | BA   | MER   | JUN   | JUN   | LP I  | LP I  | NDJ  | RAF  | RAF    | LP II  | LP II | SL    | SL    | RC  | RC     | CDU   | CDU    |        | 8.º  | 127    |
| 2015 | Pro Racing            | Fiat Linea        | 10   | 1    | Ret  | Ret  | 3    | 7    | 15    | Ret   | 16    | 4     | 11    | 1    | 3    | 7      | 20     | 19    | 12    | 18    | Ret | 18     | 10    | 7      |        | 8.º  | 127    |
| 2017 |                       |                   | AG I | AG I | BA I | BA I | CDU  | CDU  | PAR I | PAR I | RC    | RC    | BA II | SL   | SL   | PAR II | PAR II | AG II | SMM   | CON   | CON | BA III |       |        |        | -    | -      |
| 2017 | Pro Racing            | Chevrolet Cruze I |      |      |      |      |      |      |       |       |       |       | 12    |      |      |        |        | Ret   |       |       |     |        |       |        |        | -    | -      |
| 2018 |                       |                   | AG I | AG I | CDU  | CDU  | CON  | CON  | RC    | RC    | BA    | LP    | LP    | SL I | SL I | AG II  | SMM    | SMM   | SL II | SL II | ROS | ROS    | PAR   | PAR    |        | -    | -      |
| 2018 | Escudería Fela Junior | Ford Focus III    |      |      |      |      |      |      |       |       | Ret   |       |       |      |      | 8      |        |       |       |       |     |        |       |        |        | -    | -      |
| 2019 |                       |                   | AG   | AG   | OLA  | OLA  | RC I | RC I | CDU   | CDU   | PAR I | PAR I | SNI   | SNI  | ROS  | ROS    | BA I   | RC II | RC II | OBE   | OBE | BA II  | BA II | PAR II | PAR II | -    | -      |
| 2019 | Escudería Fela        | Ford Focus III    |      |      |      |      |      |      |       |       |       |       |       |      |      |        | 7      |       |       |       |     |        |       |        |        | -    | -      |

### Súper TC2000
| Año  | Equipo               | Auto               | 1    | 2   | 3   | 4    | 5   | 6    | 7   | 8   | 9   | 10  | 11    | 12  | 13    | 14    | Res. | Puntos |
| ---- | -------------------- | ------------------ | ---- | --- | --- | ---- | --- | ---- | --- | --- | --- | --- | ----- | --- | ----- | ----- | ---- | ------ |
| 2015 |                      |                    | JUN  | ROS | OBE | TRH  | RAF | SL I | SFE | SFE | TOA | GR  | SMM   | AG  | SL II |       | -    | -      |
| 2015 | Equipo YPF Chevrolet | Chevrolet Cruze I  |      |     |     |      |     |      |     |     | 10  |     |       |     |       |       | -    | -      |
| 2016 |                      |                    | TRE  | ROS | SMM | AG I | TRH | OBE  | BA  | SFE | SFE | TOA | SJU   | GR  | GR    | AG II | 26.º | 12     |
| 2016 | YPF Chevrolet        | Chevrolet Cruze I  | 15   | Ret | 12  | 19   | 16  | Ret  | 12  | Ret | 16  | 18  | 15    | 19  | 26    | 18†   | 26.º | 12     |
| 2017 |                      |                    | BA I | PDF | SMM | ROS  | ROS | TRH  | RAF | OBE | SFE | SFE | BA II | SJU | GR    | AG    | 18.º | 44,5   |
| 2017 | YPF Chevrolet        | Chevrolet Cruze II | 15   | 21  | 20  | 21   | 17  | 23†  | 10  | 11  | 11  | Ret | Ret   | Ret | 7     | 6     | 18.º | 44,5   |
| 2018 |                      |                    | BA I | ROS | ROS | SMM  | PDF | RAF  | SJU | OBE | SFE | SFE | TRH   | SNI | BA II | AG    | 20.º | 14     |
| 2018 | Chevrolet YPF        | Chevrolet Cruze II | Ret  | 15  | Ret | 7    | WD  | 8    | 15  | 12  |     |     |       |     |       |       | 20.º | 14     |
| 2019 |                      |                    | AG   | GR  | VIL | ROS  | PAR | SAL  | SNI | SJU | SMM | SMM | BA    | RC  | CEN   |       | 16.º | 14     |
| 2019 | Renault Sport        | Renault Fluence    | 11   | 15  | 8   | 7    | 14  | 7    | Ex. | Ret | 14  | Ret | 14    | 8   | Ret   |       | 16.º | 14     |

### Trayectoria en Top Race
| Temporada | Categoría       | Vehículo                | Equipo                 | Posición final   |
| --------- | --------------- | ----------------------- | ---------------------- | ---------------- |
| 2010      | Top Race Junior | Ford Mondeo II          | Guarnaccia Competición | 39.º (0 puntos)  |
| 2011      | Top Race Junior | Chevrolet Vectra II     | GT Racing              | 21.º (12 puntos) |
| 2012      | Top Race Junior | Ford Mondeo II          | GT Racing              | 11.º (79 puntos) |
| 2013      | Top Race Series | Mercedes-Benz C-203     | GT Racing              | 12.º (44 puntos) |
| 2014      | Top Race Series | Volkswagen Vento Series | Octanos Competición    | 9.º (15 puntos)  |